# Gran Premio del Canada 1974
Il Gran Premio del Canada 1974 è stata la quattordicesima prova della stagione 1974 del Campionato mondiale di Formula 1. Si è corsa domenica 22 settembre 1974 sul Circuito di Mosport. La gara è stata vinta dal brasiliano Emerson Fittipaldi su McLaren-Ford Cosworth; per il vincitore si trattò del dodicesimo successo nel mondiale. Ha preceduto sul traguardo lo svizzero Clay Regazzoni su Ferrari e lo svedese Ronnie Peterson su Lotus-Ford Cosworth. 

## Vigilia

### Analisi per il campionato piloti
Lo svizzero Clay Regazzoni guidava la classifica mondiale per i piloti, con un punto di margine su Jody Scheckter e tre su Emerson Fittipaldi. Più staccati erano l'altro ferrarista, Niki Lauda, a 8 punti da Regazzoni, e Ronnie Peterson, a 15 punti, ma entrambi ancora, almeno matematicamente, in lizza per il titolo, a due gare dal termine della stagione.
Il regolamento prevedeva che contassero solo i 6 migliori risultati delle ultime 7 gare, ma nessun pilota si trovava nella condizione di dover scartare un risultato degli ultimi due gran premi.
Regazzoni avrebbe vinto il titolo solo se avesse vinto la gara del Canada, con Scheckter non classificato nella zona dei punti e Fittipaldi al massimo quinto.

### Analisi per la coppa costruttori
La McLaren comandava la classifica riservata ai costruttori, con due punti di margine sulla Scuderia Ferrari, 12 sulla Tyrrell. Solo la migliore vettura giunta nella zona dei punti contava ai fine della classifica della Coppa Costruttori e, anche per tale classifica, il regolamento prevedeva che contassero solo i 6 migliori risultati delle ultime 7 gare, ma, anche in questo caso, come per i piloti, nessuna delle contendenti al titolo si trovava nella condizione di scartare dei punti nelle ultime due gare. 
La casa britannica avrebbe vinto il suo primo titolo se una sua vettura si fosse aggiudicata il gran premio, con la prima Ferrari non meglio di sesta.

### Aspetti tecnici
La Penske portò al debutto la PC1, dotata del classico motore Ford Cosworth DFV, del cambio Hewland e di gomme Goodyear; disegnata da Geoff Ferris, era in monoscocca di alluminio. Anche la Parnelli fece debuttare la sua prima monoposto di Formula 1, la Parnelli VPJ4: anch'essa spinta dal Ford Cosworth DFV, con cambio Hewland, utilizzava pneumatici Firestone. Il suo ideatore fu Maurice Philippe, ingegnere con lunga esperienza alla Lotus.
La Hesketh portò in pista una nuova versione della 308, denominata MK II, modificata da Harvey Postlethwaite. La Lotus decise di far correre i propri piloti col vecchio modello 72, in luogo della 76.

### Aspetti sportivi
Pochi giorni prima del gran premio il Tribunale della FIA decise di riclassificare Niki Lauda al quinto posto, nel Gran Premio di Gran Bretagna. Lauda, che era entrato ai box al penultimo giro, per cambiare gli pneumatici, era stato rallentato, nel rientro in pista, dalle persone che avevano invaso la zona, tanto da essere fermato dai commissari. La FIA abbuonò un giro all'austriaco, che scalò da nono a quinto; questo permise a Lauda di conquistare due punti per la classifica dei piloti. L'austriaco salì a 38 punti, a 8 dal leader della classifica, il suo compagno di scuderia, Clay Regazzoni. Perse un punto Carlos Reutemann, ora sceso al sesto posto, mentre uscì dalla zona dei punti Denny Hulme.
Molte scuderie decisero di rinunciare alla trasferta nordamericana. La Trojan, le scuderie private AAW Racing e Scuderia Finotto non presero parte alla gara, così come la Amon. In compenso fecero la loro prima apparizione nel mondiale di Formula 1 due costruttori statunitensi: la Penske e la Parnelli. La prima aveva una lunga esperienza in diversi campionati nordamericani, ed aveva riportato la vittoria nella 500 Miglia di Indianapolis del 1972. La Penske aveva sponsorizzato una McLaren nel 1971, nelle due gare del Nord America, ottenendo anche un podio con Mark Donohue, pilota che venne scelto anche per questa prima esperienza diretta nel massimo campionato. Anche la Parnelli aveva ottenuto grandi risultati nell'campionato USAC, con tre vittorie assolute per i piloti, e due vittorie a Indianapolis, nel 1971 e 1972. Questa scuderia si affido a Mario Andretti, che rientrava nella massima formula dopo due anni (ultima gara il Gran Premio degli USA 1972, corso con la Ferrari). Entrambe le scuderie avevano il supporto di Dan Gurney, ex pilota statunitense di Formula 1.
Chris Amon, dopo la chiusura della sua scuderia, trovò un ingaggio alla BRM, al posto di Henri Pescarolo, che non trovava sufficientemente competitiva la monoposto. La BRM licenziò, inoltre, François Migault, e finì così per schierare due sole monoposto. Ian Ashley venne ripresentato dalla scuderia privata Chequered Flag (che impiegava una Brabham BT42), dopo aver mancato la gara di Monza. Un altro team privato, Team Canada F1 Racing, utilizzò lo stesso modello di Brabham, e iscrisse il pilota locale Eppie Wietzes. Questi aveva corso il Gran Premio del Canada 1967, al volante di una Lotus.
La Surtees sostituì José Dolhem con il pilota austriaco Helmuth Koinigg, che aveva tentato, senza successo, di qualificarsi nel suo gran premio nazionale con una Brabham della Scuderia Finotto.

## Qualifiche

### Resoconto
Niki Lauda ottenne, nella prima giornata di prove, il miglior tempo, in 1'13"6, a una media di oltre 193 km/h. Lauda, che nel suo giro veloce era stato anche ostacolato da Rolf Stommelen, che rientrava ai box, precedette di un decimo Carlos Reutemann, e di due il compagno di team Clay Regazzoni. I due avversari principali dello svizzero, per la lotta al titolo, chiusero più distanziati, con Jody Scheckter sesto ed Emerson Fittipaldi settimo. Le prove vennero caratterizzate anche dalle uscite di pista per Vittorio Brambilla, Hans-Joachim Stuck e Jacky Ickx, mentre un problema tecnico sulla Shadow di Jean-Pierre Jarier provocò una fuoriuscita d'olio, che limitò la possibilità per i piloti di migliorare i tempi.
Al sabato Emerson Fittipaldi fu capace di ottenere la pole position, la prima dal Gran Premio del Brasile, e la sua sesta nel mondiale di Formula 1. Il brasiliano batté di 42 millesimi il tempo di Lauda, che si era anche migliorato rispetto al venerdì; subito dopo che Fittipaldi aveva ottenuto il tempo migliore si abbatté sul tracciato canadese un forte temporale, che impedì a qualsiasi altro pilota di mettere in pericolo la sua pole position. Il brasiliano interruppe una striscia di ben 6 partenza al palo di fila conquistate proprio dall'austriaco, che all'epoca rappresentava il record di pole position consecutive ottenute da uno stesso pilota nel mondiale di Formula 1.
La seconda fila fu conquistata da Scheckter e Reutmemann, mentre Regazzoni dovette accontentarsi della terza fila, alle spalle anche di Jarier. Regazzoni fu protagonista anche di un brutto incidente: mentre usava il muletto uscì di pista all'ultima curva, prima del rettifilo dei box, probabilmente per una perdita di aderenza, dovuta alla prima pioggia che aveva colpito la pista. L'elvetico terminò a circa 180 km/h nelle reti di protezione, poste al bordo del tracciato.
Dopo l'incidente del venerdì la March non riuscì a riparare la monoposto di Vittorio Brambilla che così non poté proseguire il weekend di gara.

### Risultati
Nella sessione di qualifica si è avuta questa situazione:
| Pos | Nº | Pilota               | Costruttore                | Tempo    | Griglia |
| --- | -- | -------------------- | -------------------------- | -------- | ------- |
| 1   | 5  | Emerson Fittipaldi   | McLaren-Ford Cosworth      | 1'13"188 | 1       |
| 2   | 12 | Niki Lauda           | Ferrari                    | 1'13"230 | 2       |
| 3   | 3  | Jody Scheckter       | Tyrrell-Ford Cosworth      | 1'13"302 | 3       |
| 4   | 7  | Carlos Reutemann     | Brabham-Ford Cosworth      | 1'13"482 | 4       |
| 5   | 17 | Jean-Pierre Jarier   | Shadow-Ford Cosworth       | 1'13"538 | 5       |
| 6   | 11 | Clay Regazzoni       | Ferrari                    | 1'13"553 | 6       |
| 7   | 4  | Patrick Depailler    | Tyrrell-Ford Cosworth      | 1'13"634 | 7       |
| 8   | 24 | James Hunt           | Hesketh-Ford Cosworth      | 1'13"736 | 8       |
| 9   | 8  | Carlos Pace          | Brabham-Ford Cosworth      | 1'14"100 | 9       |
| 10  | 1  | Ronnie Peterson      | Lotus-Ford Cosworth        | 1'14"340 | 10      |
| 11  | 27 | Rolf Stommelen       | Lola-Ford Cosworth         | 1'14"449 | 11      |
| 12  | 33 | Jochen Mass          | McLaren-Ford Cosworth      | 1'14"486 | 12      |
| 13  | 16 | Tom Pryce            | Shadow-Ford Cosworth       | 1'14"631 | 13      |
| 14  | 6  | Denny Hulme          | McLaren-Ford Cosworth      | 1'14"754 | 14      |
| 15  | 28 | John Watson          | Brabham-Ford Cosworth      | 1'14"757 | 15      |
| 16  | 55 | Mario Andretti       | Parnelli-Ford Cosworth     | 1'14"923 | 16      |
| 17  | 14 | Jean-Pierre Beltoise | BRM                        | 1'15"021 | 17      |
| 18  | 21 | Jacques Laffite      | Iso Marlboro-Ford Cosworth | 1'15"218 | 18      |
| 19  | 20 | Arturo Merzario      | Iso Marlboro-Ford Cosworth | 1'15"337 | 19      |
| 20  | 26 | Graham Hill          | Lola-Ford Cosworth         | 1'15"538 | 20      |
| 21  | 2  | Jacky Ickx           | Lotus-Ford Cosworth        | 1'15"661 | 21      |
| 22  | 19 | Helmuth Koinigg      | Surtees-Ford Cosworth      | 1'15"668 | 22      |
| 23  | 9  | Hans-Joachim Stuck   | March-Ford Cosworth        | 1'15"709 | 23      |
| 24  | 66 | Mark Donohue         | Penske-Ford Cosworth       | 1'15"731 | 24      |
| 25  | 15 | Chris Amon           | BRM                        | 1'15"815 | 25      |
| 26  | 50 | Eppie Wietzes        | Brabham-Ford Cosworth      | 1'16"311 | 26      |
| NQ  | 18 | Derek Bell           | Surtees-Ford Cosworth      | 1'16"600 | NQ      |
| NQ  | 22 | Mike Wilds           | Ensign-Ford Cosworth       | 1'16"822 | NQ      |
| NQ  | 10 | Vittorio Brambilla   | March-Ford Cosworth        | 1'17"216 | NQ      |
| NQ  | 42 | Ian Ashley           | Brabham-Ford Cosworth      | 1'17"305 | NQ      |

## Gara

### Resoconto
Dopo le libere del mattino la Ferrari decise di non sostituire il motore sulla vettura di Niki Lauda, pur in presenza di vibrazioni sospette. I motori di entrambe le vetture italiane erano comunque stati sostituiti al termine delle qualifiche.
L'inizio del gran premio venne, inizialmente, posticipato di circa tre quarti d'ora, rispetto all'orario prefissato, spostandolo alle 15:15. Successivamente il via venne ritardato di un altro quarto d'ora.
Partirono molto bene le due Ferrari, con Niki Lauda in testa, alla prima curva, davanti a Emerson Fittipaldi, e Clay Regazzoni, che s'inserì al terzo posto. Il ticinese si trovava davanti a Jody Scheckter, James Hunt e Jean-Pierre Jarier. 
Già al terzo giro Regazzoni dovette cedere una posizione, a Scheckter. I primi tre della classifica (Lauda, Fittipaldi e Scheckter) presero, quasi subito, un buon margine di vantaggio su Regazzoni, che, di fatto, guidava un plotone di diverse monoposto. Al decimo giro il margine tra il ticinese e Scheckter era già di 5 secondi. Più dietro Carlos Pace strappò il sesto posto a Jarier. Seguivano, dall'ottavo posto in poi, Carlos Reutemann, Patrick Depailler e Ronnie Peterson.
Tra il quindicesimo e sedicesimo giro Peterson passò prima Depailler poi Reutemann. Al giro 19, poco prima della curva 3, Jochen Mass cercò di passare Mario Andretti: lo statunitense riuscì a staccare all'ultimo, costringendo però Mass a portarsi in mezzo alla pista per evitare il contatto. Fortunatamente nessuna vettura stava sopraggiungendo nel punto. John Watson, per evitare però di terminare sulle vetture, sfiorò il guard rail e fu poi costretto a una sosta ai box.
Al giro 23 Pace scalò un'ulteriore posizione, passando Hunt, per il quinto posto. Due giri più tardi l'altro pilota della Brabham, Carlos Reutemann, con pneumatici usurati, fu obbligato a passare dal box per montare un nuovo treno di gomme. Ciò gli costò innumerevoli posizioni. Al giro 30 Peterson si trovò settimo, dopo aver passato Jarier.
A circa metà gara, il terzetto in testa, composto da Niki Lauda, Emerson Fittipaldi e Jody Scheckter, aveva scavato un solco di 15 secondi su Regazzoni. Il ferrarista precedeva Pace, Hunt e Peterson. La classifica del mondiale avrebbe visto, se la corsa fosse finita così, tre piloti al comando, con 49 punti (Fittipaldi, Scheckter e Regazzoni), con Lauda a due soli punti.
Attorno al quarantaseiesimo giro anche Pace, come prima di lui il compagno di team Reutemann, iniziò a soffrire per l'usura degli pneumatici. Il brasiliano fu anch'egli costretto a montare un nuovo treno di gomme. Rientrò in pista ottavo; nello stesso giro si registrò l'abbandono di Jean-Pierre Jarier, che occupava proprio l'ottava posizione.
Un giro dopo si verificò un altro colpo di scena. I freni della Tyrrell di Jody Scheckter cedettero alla White's: la vettura uscì di pista, colpì le protezioni, e il pilota si ritirò, mettendo, di fatto, fine alle sue speranze di conquistare il titolo iridato. Lauda e Fittipaldi continuavano così, da soli, la loro corsa davanti, precedendo di 13 secondi Clay Regazzoni, a sua volta inseguito da vicino da James Hunt e Ronnie Peterson. Più staccato era Depailler, davanti a Pace.
Al sessantesimo giro Ronnie Peterson passò Hunt, mentre Pace scivolò di due posizioni, passato da Denny Hulme e Mario Andretti. Al sessantatreesimo giro Fittipaldi attaccò Lauda, che però difese il primato. Due giri, e Pace venne passato anche da Tom Pryce. Il gallese terminò la sua gara appena un giro dopo, col motore ormai fuori uso.
Al giro 68 Lauda scivolò sui detriti lasciati da un'escursione di pista, di pochi giri prima, effettuata da Watson. La sua vettura terminò contro le barriere, portandolo al ritiro. Così anche l'austriaco usciva dalla lotta mondiale per il titolo dei piloti. Emerson Fittipaldi si ritrovò primo, con ampio margine su Regazzoni, ormai l'ultimo suo contendente rimasto per il campionato.
Nei giri finali Hunt attaccò diverse volte Peterson, senza riuscire però a prendergli la posizione sul podio. Emerson Fittipaldi ottenne il suo dodicesimo successo nel mondiale, affiancando in vetta alla classifica dei piloti Regazzoni, che chiuse secondo.

### Risultati
I risultati del gran premio sono i seguenti:
| Pos | No | Pilota               | Costruttore                | Giri | Tempo/Ritiro     | Pos. Griglia | Punti |
| --- | -- | -------------------- | -------------------------- | ---- | ---------------- | ------------ | ----- |
| 1   | 5  | Emerson Fittipaldi   | McLaren-Ford Cosworth      | 80   | 1h40'26"136      | 1            | 9     |
| 2   | 11 | Clay Regazzoni       | Ferrari                    | 80   | + 13"034         | 6            | 6     |
| 3   | 1  | Ronnie Peterson      | Lotus-Ford Cosworth        | 80   | + 14"494         | 10           | 4     |
| 4   | 24 | James Hunt           | Hesketh-Ford Cosworth      | 80   | + 15"669         | 8            | 3     |
| 5   | 4  | Patrick Depailler    | Tyrrell-Ford Cosworth      | 80   | + 55"322         | 7            | 2     |
| 6   | 6  | Denny Hulme          | McLaren-Ford Cosworth      | 79   | + 1 giro         | 14           | 1     |
| 7   | 55 | Mario Andretti       | Parnelli-Ford Cosworth     | 79   | + 1 giro         | 16           |       |
| 8   | 8  | Carlos Pace          | Brabham-Ford Cosworth      | 79   | + 1 giro         | 9            |       |
| 9   | 7  | Carlos Reutemann     | Brabham-Ford Cosworth      | 79   | + 1 giro         | 4            |       |
| 10  | 19 | Helmuth Koinigg      | Surtees-Ford Cosworth      | 78   | + 2 giri         | 22           |       |
| 11  | 27 | Rolf Stommelen       | Lola-Ford Cosworth         | 78   | + 2 giri         | 11           |       |
| 12  | 66 | Mark Donohue         | Penske-Ford Cosworth       | 78   | + 2 giri         | 24           |       |
| 13  | 2  | Jacky Ickx           | Lotus-Ford Cosworth        | 78   | + 2 giri         | 21           |       |
| 14  | 26 | Graham Hill          | Lola-Ford Cosworth         | 77   | + 3 giri         | 20           |       |
| 15  | 21 | Jacques Laffite      | Iso Marlboro-Ford Cosworth | 74   | Foratura         | 18           |       |
| 16  | 33 | Jochen Mass          | McLaren-Ford Cosworth      | 72   | + 8 giri         | 12           |       |
| NC  | 15 | Chris Amon           | BRM                        | 70   | Non classificato | 25           |       |
| Rit | 12 | Niki Lauda           | Ferrari                    | 67   | Incidente        | 2            |       |
| Rit | 16 | Tom Pryce            | Shadow-Ford Cosworth       | 65   | Motore           | 13           |       |
| Rit | 28 | John Watson          | Brabham-Ford Cosworth      | 61   | Sospensione      | 15           |       |
| NC  | 14 | Jean-Pierre Beltoise | BRM                        | 60   | Non classificato | 17           |       |
| Rit | 3  | Jody Scheckter       | Tyrrell-Ford Cosworth      | 48   | Freni            | 3            |       |
| Rit | 17 | Jean-Pierre Jarier   | Shadow-Ford Cosworth       | 46   | Trasmissione     | 5            |       |
| Rit | 20 | Arturo Merzario      | Iso Marlboro-Ford Cosworth | 40   | Tenuta di strada | 19           |       |
| Rit | 50 | Eppie Wietzes        | Brabham-Ford Cosworth      | 33   | Motore           | 26           |       |
| Rit | 9  | Hans-Joachim Stuck   | March-Ford Cosworth        | 12   | Alimentazione    | 23           |       |
| NQ  | 18 | Derek Bell           | Surtees-Ford Cosworth      |      |                  |              |       |
| NQ  | 22 | Mike Wilds           | Ensign-Ford Cosworth       |      |                  |              |       |
| NQ  | 10 | Vittorio Brambilla   | March-Ford Cosworth        |      |                  |              |       |
| NQ  | 42 | Ian Ashley           | Brabham-Ford Cosworth      |      |                  |              |       |
| WD  | 37 | François Migault     | BRM                        |      |                  |              |       |

## Statistiche
Piloti
- 12ª vittoria per Emerson Fittipaldi
- 6ª e ultima pole position per Emerson Fittipaldi
- Ultimo Gran Premio per Eppie Wietzes

Costruttori
- 12° vittoria per la McLaren
- 1º Gran Premio per la Parnelli e per la Penske

Motori
- 77° vittoria per il motore Ford Cosworth

Giri al comando
- Niki Lauda (1-67)
- Emerson Fittipaldi (68-80)

## Classifiche

### Piloti
| Pos. | Pilota               | Punti |
| ---- | -------------------- | ----- |
| 1    | Emerson Fittipaldi   | 52    |
| 2    | Clay Regazzoni       | 52    |
| 3    | Jody Scheckter       | 45    |
| 4    | Niki Lauda           | 38    |
| 5    | Ronnie Peterson      | 35    |
| 6    | Carlos Reutemann     | 23    |
| 7    | Denny Hulme          | 20    |
| 8    | Patrick Depailler    | 13    |
| 9    | Jacky Ickx           | 12    |
| 10   | Mike Hailwood        | 12    |
| 11   | James Hunt           | 11    |
| 12   | Jean-Pierre Beltoise | 10    |
| 13   | Jean-Pierre Jarier   | 6     |
| 14   | Hans-Joachim Stuck   | 5     |
| 15   | Carlos Pace          | 5     |
| 16   | John Watson          | 4     |
| 17   | Arturo Merzario      | 4     |
| 18   | Graham Hill          | 1     |
| 19   | Tom Pryce            | 1     |
| 20   | Vittorio Brambilla   | 1     |

### Costruttori
| Pos. | Team                       | Punti |
| ---- | -------------------------- | ----- |
| 1    | McLaren-Ford Cosworth      | 70    |
| 2    | Ferrari                    | 65    |
| 3    | Tyrrell-Ford Cosworth      | 51    |
| 4    | Lotus-Ford Cosworth        | 42    |
| 5    | Brabham-Ford Cosworth      | 26    |
| 6    | Hesketh-Ford Cosworth      | 11    |
| 7    | BRM                        | 10    |
| 8    | Shadow-Ford Cosworth       | 7     |
| 9    | March-Ford Cosworth        | 6     |
| 10   | Iso Marlboro-Ford Cosworth | 4     |
| 11   | Surtees-Ford Cosworth      | 3     |
| 12   | Lola-Ford Cosworth         | 1     |